# Consejo de la Lengua Danesa
El Consejo de Lengua Danesa (en danés: Dansk Sprognævn /ˌtænˀsk ˈspʁɔwˌnewˀn/ (escucharⓘ)) es el cuerpo regulador oficial del idioma danés como parte del Ministerio de cultura danés y está localizado en Bogense. Fue establecido en 1955. El comité tiene tres objetivos principales:
- Seguir el desarrollo del idioma
- Contestar preguntas sobre el idioma danés y su uso
- Actualizar el diccionario danés oficial, el Retskrivningsordbogen

Los miembros activos del Comité siguen los medios escritos y de transmisión, leen libros para realizar un seguimiento de las palabras nuevas y registran su uso. Las nuevas palabras que han aparecido lo suficiente, en forma impresa y oral como para ser consideradas notables, se agregan al Retskrivningsordbogen, el diccionario que todas las instituciones gubernamentales y escuelas están obligadas a seguir por ley. El Comité recibe unas 14.000 consultas por teléfono o por correo cada año sobre el idioma danés, la mitad de ellas de empresas privadas, pero también de ciudadanos.
El Consejo de la Lengua Danesa coopera a diario con sus equivalentes en los otros países escandinavos, la Academia Sueca y el Consejo del Idioma Noruego, para asegurarse de que las tres lenguas escandinavas continentales, que son más o menos inteligibles entre sí, no diverjan más de lo necesario entre sí.